# Partidos políticos de Ecuador
Los partidos y movimientos  políticos de Ecuador son organizaciones de carácter político-electoral, con derecho a participar en los procesos electorales del país, están regulados por el Consejo Nacional Electoral y el Tribunal Contencioso Electoral.
El sistema político de Ecuador se basa en una serie de condiciones históricas y sociales que han hecho que los partidos políticos tengan una connotación muy importante dentro del convivir del ciudadano ecuatoriano. Asuntos tales como el voto obligatorio, y el populismo, la religión, los contrastes raciales, culturales y sociales, así como la manipulación política de los servicios públicos y las instituciones del Estado son factores que configuran una identidad política nacional. En Ecuador no existía partido nacional en la década de 1970.

## Historia

### Primeros partidos
Durante el primer siglo y medio de democracia, en Ecuador destacaban 2 partidos políticos, el Partido Liberal Radical (PLRE) fundado en 1925 (que provenían de la Costa, principalmente de Guayaquil), y el Partido Conservador (PCE) (que era presidido por políticos de la Sierra) también fundado en 1925, ambos partidos surgieron de la Revolución Liberal. Otro partido de origen histórico es el Partido Socialista Ecuatoriano, fundado en 1926, el cual cambiaría su nombre por el de Partido Comunista, afiliado a la III internacional Comunista en 1931 y del cual se desprendieron la mayoría de partidos y movimientos políticos de izquierda. 
A mediados de siglo irrumpieron los partidos populistas, el mayor exponente fue la Federación Nacional Velasquista (FNV), creado en torno a la figura del presidente José María Velasco Ibarra y que marcaría la vida política del país durante la década del 50 y 60. Otro partido de arrastre popular fue Concentración de Fuerzas Populares (CFP) de Asaad Bucaram y Carlos Guevara Moreno, de amplia actividad en lo que va de la década del 50 a la década de 1980.

### Retorno a la Democracia
En 1978 la dictadura de Ecuador en ese entonces, representada en el Consejo Supremo de Gobierno, emprendió un proceso de retorno al régimen democrático, con la aprobación de una nueva Constitución, la Ley de Elecciones y la conformación del entonces, Tribunal Supremo Electoral, se empezó a inscribir partidos políticos, muchos de los cuales llegaron a tener enorme influencia en el quehacer político del país en las siguientes décadas. Partidos que habían tenido fuerza antes como el CFP y la FNV, además de los históricos PLRE y PCE, se reinscribieron para participar en las elecciones del 78. También lo hicieron partidos que ya tenían recorrido como el Partido Social Cristiano, la Coalición Institucionalista Democrática, el Frente Radical Alfarista o la Unión Democrática Popular (luego llamado Frente Amplio de Izquierda y después llamado Partido Socialista-Frente Amplio). Además surgieron nuevos partidos como el social-demócrata Izquierda Democrática o demócrata-cristiano Democracia Popular y el marxista Movimiento Popular Democrático. Las elecciones tardaron 2 años, entre 1978 y 1979, de ellas resultó elegido Presidente de la República, el candidato de la coalición CFP-DP Jaime Roldos Aguilera.
Tras el retorno a la democracia los partidos más antiguos fueron progresivamente perdiendo fuerza mientras otros como la Democracia Popular, el Partido Social Cristiano y la Izquierda Democrática fueron ganando mayor influencia, también lo hizo el Movimiento Popular Democrático, ya que si bien, sus resultados electorales eran apenas suficientes para tener representación legislativa, su base sindical era lo suficientemente importante para presionar a gobiernos a través de huelgas, paros y movilizaciones.
Muestra de esta influencia son las elecciones de 1984 donde Leon Febres-Cordero Ribadeneyra y Rodrigo Borja Cevallos del PSC e ID, respectivamente, disputaron la presidencia, resultando ganador, Febres-Cordero; Borja tendría su revancha 4 años después, en las elecciones de 1988 donde se impuso al populista Abdala Bucaram, cuñado del expresidente Roldos, y que recientemente había creado su partido (igualmente de corte populista) Partido Roldosista Ecuatoriano tomando el nombre del fallecido mandatario. Las elecciones de aquel año marcaron un hito en la historia electoral del país, al ser la primera vez que un solo partido alcanzaba una mayoría parlamentaria, cosa que no se repetiría hasta dentro de 25 años. 
En esas elecciones Sixto Duran Ballen participó por el PSC, quedó tercero en la contienda, luego crearía su propio partido Unidad Republicana (PUR) con el que alcanzaría la primera magistratura del estado en las elecciones de 1992 en coalición con el Partido Conservador que presentó a Alberto Dahik como candidato a vicepresidente. El binomio Duran-Ballen/Dahik se impuso a Jaime Nebot del PSC en balotaje, Abdala Bucaram del PRE quedó tercero. Dahik, fue la última autoridad electa por el partido conservador. En las elecciones de 1996 Bucaram y el PRE finalmente se hicieron con la presidencia al derrotar en balotaje al socialcristiano Nebot, que por segunda vez terciaba por la presidencia. Un año antes de esto surgió el partido indigenista de izquierda Pachakutik, que es el brazo electoral de la CONAIE, su candidato en coalición con el movimiento "Nuevo País" Freddy Ehlers obtuvo el tercer lugar.
La accidentada presidencia de Bucaram, acabó con su destitución y la creación de una nueva Constitución que no cambió en mucho el régimen de los partidos políticos, tras la vigencia de esta se convocaron a nuevas elecciones donde la Democracia Popular volvió a ocupar la presidencia con Jamil Mahuad que había sido hasta ese año Alcalde de Quito, ciudad bastión de la DP desde 1988. Mahuad derrotó al empresario Álvaro Noboa candidato de un PRE que se negaba a perder el poder tras la destitución de Bucaram. Noboa luego se desafiliaría del PRE para crear el Partido Renovador Institucional Acción Nacional (PRIAN) con el que participaría con derrota, en las elecciones de 2002, 2006, 2009 y 2013. Tras la crisis financiera de Ecuador de 1999 la presidencia de Mahuad también acabó con destitución, a través de un golpe de Estado liderado por el coronel Lucio Gutiérrez, si bien el Congreso nombró al vicepresidente Gustavo Noboa como presidente, esto le permitió a Gutiérrez crear su plataforma política, el Partido Sociedad Patriótica 21 de Enero llamado así por ser la fecha del golpe de Estado a Mahuad. En 2002 Gutiérrez derrotó a Álvaro Noboa por la Presidencia, su gobierno al igual que el de Bucaram y Mahuad, acabó en destitución, el Congreso declaró el abandono del poder, tras la Rebelión de los Forajidos y el vicepresidente independiente Alfredo Palacio fue posesionado como presidente.

### Reinscripción de los partidos
La nueva Constitución de 2008, creó el Consejo Nacional Electoral y el Tribunal Contencioso Electoral, dispuso la creación de una nueva Ley de elecciones y organizaciones políticas (conocida actualmente como "Código de la Democracia") y dispuso que para antes de las elecciones de 2013 todos los partidos debían reinscribirse de acuerdo a la nueva ley pero que podían conservar nombres y símbolos históricos. Mientras se desarrollaba este proceso, se llevaron a cabo las elecciones de 2009 donde Rafael Correa fue reelecto en una sola vuelta, lo que no había sucedido nunca en el periodo democrático moderno, Lucio Gutiérrez del PSP de quedó en segundo lugar con una enorme diferencia por debajo de Correa. Alianza PAIS consiguió una apretada mayoría legislativa que dependía siempre de las alianzas que pudiera lograr.
Para 2011, los partidos llevaron a cabo campañas nacionales de afiliaciones, en varias partes del país para reinscribirse, que constaban en pedir a los ciudadanos firmas de respaldo. La primera organización política en completar el proceso fue el Movimiento Popular Democrático ahora refundado como partido, pero conservando el nombre "Movimiento" y las iniciales MPD. Le siguió Alianza PAIS que según su dirigencia recolectó un millón de firmas. así se siguieron sucediendo los partidos que iban siendo acreditados, el PSP, el PSC, el PRE, el PRIAN, Concertación, Pachakutik. Algunos históricos como la ID tuvieron problemas internos y no lograron reinscribirse, algo parecido sucedió con la Unión Demócrata Cristiana (la antigua DP). También surgieron nuevos partidos y movimientos, como CREO o Sociedad Unida Más Acción - SUMA, una fracción de la ID, formó el partido AVANZA.

### Escándalo de las firmas falsas, Elecciones 2013 y 2014 y desaparición de partidos
En 2012, un año antes de las elecciones, a través de la red social Twitter, cientos de ciudadanos empezaron a reportar que aparecían como afiliados o adherentes a partidos y movimientos, cuando nunca habían firmado ningún formulario. Entonces el CNE empezó a revisar las firmas de todos los partidos y movimientos. La mayoría presentaba firmas adulteradas o incorrectas. Algunos movimientos corrieron el riesgo de no ser inscritos al ser invalidadas muchas de sus firmas, este fue el caso de SUMA y Concertación, mediante un acto judicial SUMA logró inscribirse, Concertación no pudo inscribirse para las elecciones de 2013.
En las elecciones 2013, Rafael Correa con 57%, salió reelecto una vez más en primera vuelta, el banquero Guillermo Lasso de CREO ocupó la segunda posición con 22%, además Alianza PAIS, consiguió una mayoría absoluta de 100 de los 137 asambleístas, sin contra alianzas, la más grande mayoría en la historia legislativa del Ecuador, CREO que consiguió apenas 10 escaños se autodenominó como la "segunda fuerza política" del país. Al año siguiente se dieron elecciones seccionales donde se elegían a las autoridades locales, los resultados de estas elecciones fueron poco favorables para Alianza PAIS por primera vez desde su existencia pues perdió las alcaldías de Quito, Guayaquil, Cuenca y otras importantes capitales provinciales y ciudades grandes del país, sin embargo ganó la mayoría de Alcaldías y Prefecturas provinciales. Estas elecciones cambiaron el mapa político del país, el partido Avanza fue el que consiguió más alcaldías y prefecturas, entre ellas la Alcaldía de Ambato; le siguió SUMA que ganó capitales importantes como Portoviejo, pero sobre la importante victoria en la elección metropolitana de Quito, donde Mauricio Rodas ganó la Alcaldía de la capital de la República y su movimiento mayoría en el Concejo.
La ley exige que para conservar su registro electoral, los partidos deben obtener al menos 4% de voto popular en 2 elecciones plurinominales consecutivas, como el PRE, el PRIAN, el MPD y Ruptura 25, no obtuvieron estos resultados, el CNE les retiró su personería jurídica y eliminó del registro electoral, extinguiendo a estos partidos La dirigencia del antiguo PRE, dirigida por Abdalá Bucaram Pulley se convirtió en el partido Fuerza Ecuador - FE conservando el número 10 y los colores rojo y amarillo del partido de su papá. Mientras los miembros del desaparecido MPD, fundaron el partido Unidad Popular, con el número 2 y color rojo, diferente del 15 y celeste y naranja del desaparecido partido marxista. Álvaro Noboa anunció que fundaría el partido "Adelante, Ecuatoriano, Adelante" con los colores amarillo y azul y número del extinto PRIAN es 7.

## Partidos y movimientos políticos de Ecuador
La inscripción de partidos y movimientos políticos se realiza en el Consejo Nacional Electoral, quien aplica la ley, recibe los requisitos de conformación y crea el Registro de Organizaciones Políticas. 
Para inscribir un partido político, se necesitan entre otras cosas, que el partido tenga afiliados que correspondan al menos al 1,5% del padrón electoral, se necesita además entregar al CNE una declaración ideológica, acta de fundación, el programa de gobierno, estructura interna, símbolos y actas de elecciones de directivas provinciales en al menos 12 de las 24 provincias.
De acuerdo al Registro de Organizaciones Políticas, los siguientes son los partidos y movimientos políticos del Ecuador aprobados por el Consejo Nacional Electoral:

### Partidos y movimientos nacionales
Se incluyen en la representación las alianzas políticas. Se encuentra en negrita el movimiento de gobierno.
| Partidos y Movimientos Políticos | Partidos y Movimientos Políticos | Partidos y Movimientos Políticos                                     | Partidos y Movimientos Políticos | Partidos y Movimientos Políticos | Partidos y Movimientos Políticos | Representación | Representación | Representación |
| Logo                             | Logo                             | Nombre                                                               | Lista                            | Siglas                           | Líder                            | Asambleístas   | Prefectos      | Alcaldes       |
| -------------------------------- | -------------------------------- | -------------------------------------------------------------------- | -------------------------------- | -------------------------------- | -------------------------------- | -------------- | -------------- | -------------- |
|                                  |                                  | Movimiento Centro Democrático                                        | 1                                | CD                               | Galo Almeida                     | 0/151          | 0/23           | 17/221         |
|                                  |                                  | Movimiento Unidad Popular                                            | 2                                | UP                               | Geovanni Atarihuana              | 1/151          | 1/23           | 13/221         |
|                                  |                                  | Partido Sociedad Patriótica                                          | 3                                | PSP                              | Lucio Gutiérrez                  | 1/151          | 0/23           | 9/221          |
|                                  |                                  | Movimiento Pueblo, Igualdad y Democracia                             | 4                                | PID                              | Arturo Moreno                    | 0/151          | 0/23           | 5/221          |
|                                  |                                  | Movimiento Revolución Ciudadana                                      | 5                                | RC5                              | Rafael Correa                    | 64/151         | 8/23           | 50/221         |
|                                  |                                  | Partido Social Cristiano                                             | 6                                | PSC                              | Jaime Nebot                      | 4/151          | 2/23           | 28/221         |
|                                  |                                  | Acción Democrática Nacional                                          | 7                                | ADN                              | Daniel Noboa                     | 66/151         | 1/23           | 0/221          |
|                                  |                                  | Partido Avanza                                                       | 8                                | AVANZA                           | Javier Orti                      | 0/151          | 0/23           | 17/221         |
|                                  |                                  | Partido Izquierda Democrática                                        | 12                               | ID                               | Analía Ledesma                   | 0/151          | 1/23           | 10/221         |
|                                  |                                  | Movimiento Acción Movilizadora Independiente Generando Oportunidades | 16                               | AMIGO                            | Juan Carlos Yar                  | 0/151          | 0/23           | 2/221          |
|                                  |                                  | Partido Socialista Ecuatoriano                                       | 17                               | PSE                              | Gustavo Vallejo                  | 0/151          | 0/23           | 7/221          |
|                                  |                                  | Movimiento de Unidad Plurinacional Pachakutik                        | 18                               | MUPP                             | Leonidas Iza                     | 9/151          | 6/23           | 26/221         |
|                                  |                                  | Movimiento Democracia Sí                                             | 20                               | DSÍ                              | Gustavo Larrea                   | 0/151          | 0/23           | 7/221          |
|                                  |                                  | Movimiento CREO, Creando Oportunidades                               | 21                               | CREO                             | Guillermo Lasso                  | 0/151          | 0/23           | 14/221         |
|                                  |                                  | Partido SUMA, Sociedad Unida Más Acción                              | 23                               | SUMA                             | Mauricio Rodas                   | 0/151          | 1/23           | 25/221         |
|                                  |                                  | Movimiento Construye                                                 | 25                               | MC25                             | María Paula Romo                 | 1/151          | 0/23           | 11/221         |
|                                  |                                  | Movimiento RETO, Renovación Total                                    | 33                               | RETO                             | Aquiles Álvarez                  | 17/151         | 0/23           | 22/221         |
| Fuentes:                         |                                  |                                                                      |                                  |                                  |                                  |                |                |                |

## El Territorio de los Partidos Políticos en el Ecuador

### Características del Sistema
En el Ecuador, principalmente, se destaca una fragmentación por la diversidad de partidos políticos debido a un constante cambio en las reglas, esto ha afectado negativamente a la estabilidad del sistema de partidos y a su institucionalización; viviendo constantes modificaciones, algunas de las cuales podrían entenderse como actos de sustitución por un sistema nuevo. Como consecuencia, los ajustes y las reformas que deben realizarse a lo largo del tiempo para adecuar las condiciones institucionales a las necesidades de la actividad política generan un problema constante para los partidos que se ha dispuesto a transformar esas condiciones y la propia conformación de las instituciones representativas, teniendo a la final, un país con entidades normativas de corta vigencia.
Entre las causas que han configurado esta situación se destaca la utilización de la fórmula proporcional en las elecciones legislativas, que tiende a desembocar en una representación fragmentada e impide la conformación de mayorías claras, teniendo como consecuencia un claro aumento en el número de partidos políticos pasajeros sin estabilidad; debilitando la posible mayoría parlamentaria en el pleno de la asamblea nacional. 
Se debe añadir también la votación personalizada en listas abiertas, instaurada desde 1997, que alimentó en mayor medida aquella tendencia y debilitó a los partidos políticos debido a la capacidad entregada a los votantes que permite la elección de miembros de varias listas, aportando de esta manera a una dispersión en la elección de un mismo partido político.
Así mismo es necesario incluir, entre las causas, la utilización de la provincia como distrito electoral, disminuyendo el alcance de los partidos a un nivel nacional, haciéndolo más bien un nivel regional aislado; tanto porque crea una ficción de representación territorial, como por la diversidad de tamaño de estas que lleva a distorsiones en la proporcionalidad en su población y que afecta de manera directa en el apoyo popular en mayoría representativa nacional que tendrá al final.

### Consolidación en la Dispersión
Los estudios políticos en su mayoría se han centrado en aspectos negativos; dejando de lado la capacidad que han demostrado los partidos políticos para sobrevivir en un ambiente hostil, que los identifica como los causantes de los problemas políticos, sociales y económicos del país. A lo largo de la historia se ha dejado de lado la evidencia del considerable desempeño electoral de los partidos políticos, donde a pesar del ambiento disperso, adverso y hostil, cuatro partidos políticos han logrado mantener el apoyo de los electores.
Los partidos Social Cristiano, Izquierda Democrática, Roldosista Ecuatoriano y Democracia Popular han obtenido desde 1979 hasta el 2002 una alta concentración de votos y diputados del congreso. Los partidos Social Cristiano y Roldosista Ecuatoriano han mantenido una tendencia ascendente hasta 1996, experimentando un descenso en 1998, cuando el partido Social Cristiano logró recuperar su nivel y mantuvo la tendencia ascendente, mientras que los otros dos partidos han carecido de esa regularidad en las votaciones y presencia legislativa, por lo que han tenido una trayectoria sinuosa. A pesar de que los cuatro partidos debieron enfrentarse al predominio de los partidos tradicionales y a la opinión hostil de un grupo de ciudadanos, han logrado consolidarse destacando en las votaciones y presencia legislativa.
Aspectos legales y sociales han presentado un gran obstáculo en la consolidación de los partidos, siendo un aspecto importante: “El movimientivismo en América Latina”; logrando dispersar la opinión de las personas en diferentes grupos, generando una corriente desfavorable para la permanencia y consolidación de los partidos políticos. A pesar de la situación adversa, los cuatro partidos políticos, en su punto más alto, obtuvieron casi las tres cuartas partes de la votación y más de las cuatro quintas partes de los escaños legislativos, demostrando que lograron posicionarse con un desempeño electoral excelente.

### La dimensión Territorial de los Partidos
La distribución de la votación en cualquier país siempre resulta ser un fenómeno de carácter heterogéneo. Por su parte Ecuador tiende a la regionalización o incluso a la provincialización en términos de distribución de su votación. Se puede identificar como una de las principales causas a las diferencias estructurales tanto económicas y sociales que tiene el país, pero no constituye una evidencia suficiente para poder explicar el fenómeno en su totalidad, por lo que otro aspecto a resaltar es la conformación de diversas culturas políticas, con sus propios ideales y pautas; estableciendo que la explicación del fenómeno de distribución heterogénea de la votación en el Ecuador radica plenamente en las condiciones políticas.
Desde 1979 hasta 2002 la distribución regional de la votación de los diferentes partidos políticos ha dado como resultado que el partido Social Cristiano y Roldosista Ecuatoriano obtienen la mayor parte de sus votos de la Costa, mientras que los partidos Izquierda Democrática y Democracia popular los obtienen de la Sierra. Existe mayor capacidad por parte de los partidos que presentan una superioridad en la Sierra de obtener votos de la región amazónica. A nivel de provincia se puede evidenciar de mejor manera la distribución heterogénea de la votación, teniendo como un claro ejemplo los resultados de las votaciones de 1996 para el partido Social Cristiano, en donde el 44.8% de su votación nacional se obtuvo en la provincia de Guayas, la cual representaba un 27.0% de peso en padrón electoral, dejando en claro que existe una brecha entre la votación que tiene cada partido en las diferentes provincias y el peso que representan en el padrón electoral.
Al analizar la brecha que existe entre el total votos obtenidos por partido en cada provincia y el peso de la misma en el padrón electoral, se puede establecer que desde 1979 hasta 1998 los partidos con una mejor distribución territorial son los consolidados, pero aun no se los puede considerar partidos nacionales, pues su distribución aun sigue siendo inadecuada. Bajo este precedente se identifica una correlación entre la consolidación y la mejora en la distribución territorial del partido. Finalmente, si se toma en cuenta que la distribución de la votación de cada partido se aleja de la distribución del electorado en el territorio nacional, se puede concluir que la distribución de los partidos no es adecuada.

### Inclusión y Representación
La principal crítica que se realiza por parte del pueblo ecuatoriano hacia los partidos políticos, se genera primordialmente en el déficit existente para completar las funciones de representación. Resultando en un aumento de mecanismos de participación e inclusión en el sistema político, consecuente al repudio de los partidos por la supuesta falta de apertura; generando una disputa por la búsqueda en el origen de este problema.
Debido a las eventualidades a las que debe someterse el sistema político, se alimenta una visión de representación política segmentada a un grupo específico de personas con sus propios intereses y problemas a resolver, constituyendo un obstáculo para la solución a los conflictos de personas alejadas de su ideología propia; dentro de esta característica se culpa exclusivamente al partido y no se incluye al sistema como parte del origen del problema, siendo esta última la parte complicada de cambiar.
A pesar de la percepción generalizada del sistema político, se puede asegurar que la insatisfacción con los partidos y el mismo sistema no tienen su origen en la inclusión, de lo contrario, se observa que el rendimiento de los partidos en la conducción gubernamental tiene un bajo índice de efectividad. Los problemas y los bajos resultados se derivan de condiciones determinantes generadas de las instituciones del sistema político, de la práctica de los partidos políticos y de la cultura política ecuatoriana; como consecuencia de esta perspectiva se obtiene una pérdida en la legitimidad y baja confianza en la política nacional por parte de los votantes.